# Balogh család (nebojszai)

A nebojszai Balogh és a gányi Csuty család címere a szakirodalom szerint azonos, ám az egyes családtagok eltérő címereket is használtak.

A galántai Balogh családdal egy törzsből eredeztetik és címerük is hasonló. A szétválás birtokosztálykor történhetett. Ezt Nagy Iván a 16. század közepére tette. 1546-ban a család birtokokat szerzett Elecskén, Récsényben és Szeptencújfalun. 1569-ben Balogh Lukács szerzett Bars vármegyei birtokokat Babindáli Gergellyel. 1619-ben a semptei várkapitány Ferenc fia István özvegye Soóky Anna erősítette meg az alsórécsényi és további maradékbirtokok tulajdonjogát. 1627-ben Balogh István tatai kapitány várbirtokokat szerzett és 1632-ben II. Ferdinándtól a várat is. 1632-ben István aranysarkantyús vitéz II. Ferdinándtól bárói címet nyert (1620-ban az oszmánokkal tárgyalt Isztambulban).
Balogh Ferenc semptei várnagy 1552-ben a címeres levelet kapott, melyre a galántai ág is hivatkozik.
A család nemesnebojszai kastélya a legutóbbi időkben pusztult el teljesen. Birtokoltak még Komárom vármegyében Csépen.

## Neves családtagok

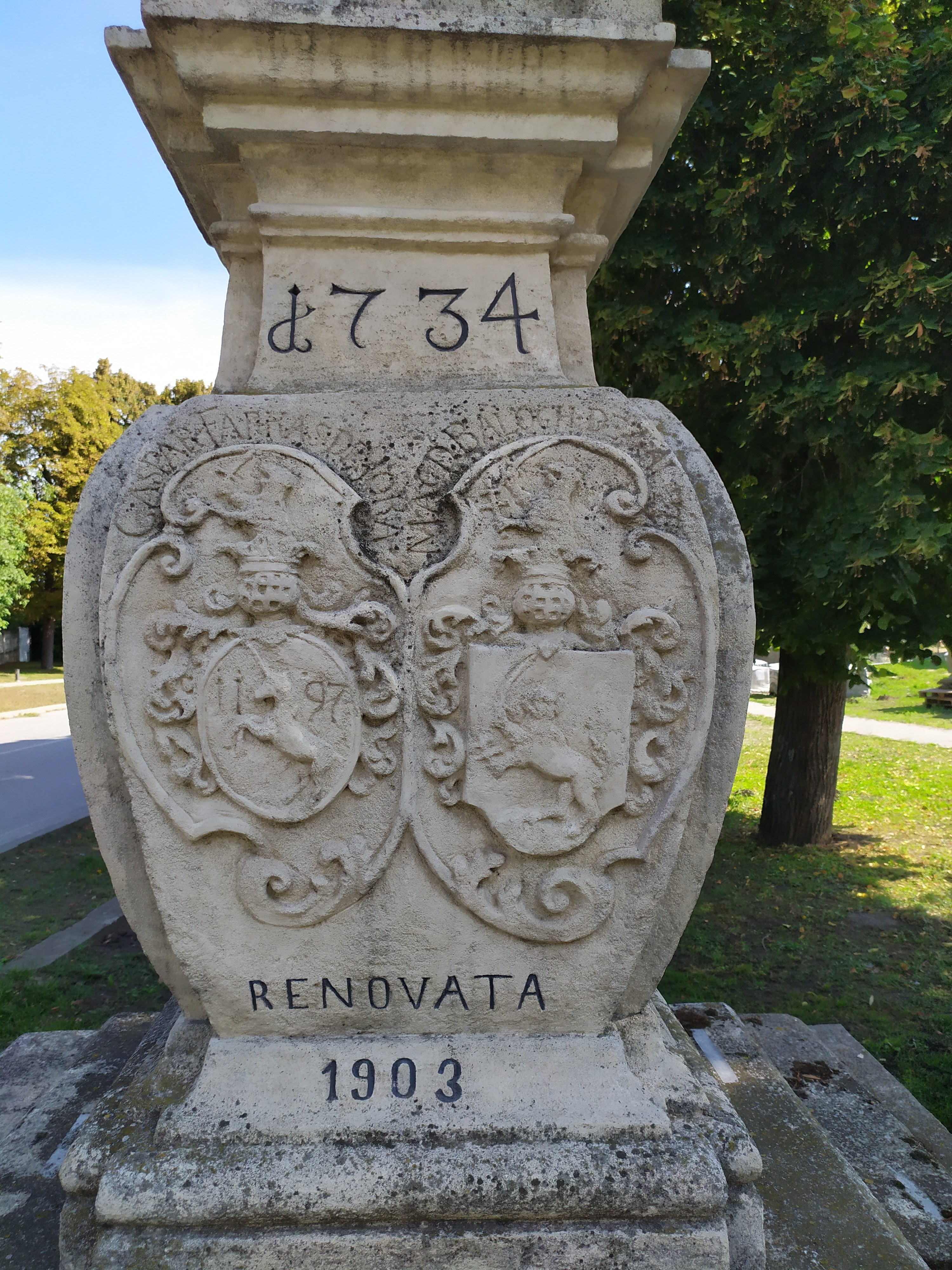
A Farkas és Balogh család címere Pusztafödémesen a Szent Flórián szobor talapzatán

- Ferenc semptei várnagy 1552-ben
- István tatai kapitány